# Angelsaksisk bosættelse i Storbritannien
Angelsaksisk bosættelse i Storbritannien beskriver en proces, der ændrede sproget og kulturen i størstedelen af det, som blev til England fra romano-britisk til germansk. De germansk-talende i Britannien, der havde mange forskellige baggrunde, fik udviklet en fælles kulturel identitet som angelsaksere. Denne proces skete fra midten af 400-tallet og frem til begyndelsen af 600-tallet, efter enden på romersk herredømme i Storbritannien omkring år 410. Bosættelserne blev efterfulgt af angelsaksiske kongeriger i den sydlige og østlige del af Storbritannien, som senere blev til det moderne England.
De tilgængelige kilder til processen inkluderer de sparsomme samtidige og tæt på samtidige skriftlige kilder, arkæologiske og genetiske fund og informationer. De få litterære kilder fortæller om fjendtlighed mellem de indfødte og de nytilkomne. De beskrive vold, ødelæggelser, massakre og den romano-britiske befolknings flugt. Derudover er de kun få klare beviser på indflydelsen af britisk keltisk eller britisk latin i oldengelsk. Disse faktorer indikerer, at der har været en meget stor invasion af forskellige germanske folkeslag. Størstedelen af historikere frem til midten af 1900-tallet havde dette synspunkt, og det indikerer at de de tidligere indbyggere i en stor del af det nuværende England flygtede. Hvis dette traditionelle synspunkt er korrekt, så vil generne fra de senere englændere hovedsageligt være kommet fra germanske indvandrere.
I dag mener mange historikere, at migranter var færre og muligvis var centreret om en krigerelite. Denne hypotese indikerer at de nytlikommende, efter at have opnået en position med politisk og social dominans, har igangsat en proces med akkulturation af de indfødtes sprog og kultur, og at de i stor grad har giftet sig ind i eksisterende familier. Arkæologisk forskning har vist at bosættelsesmønstre og landbrug ikke viser klare tegn på et brud med den romersk-britiske fortid, selvom der findes tegn på ændringer i materielkulturen. Dette vil medføre, at forfædrene til angelsaksiske og moderne engelske folk i høj grad er efterkommere af den indfødte romersk-britiske befolkning. Resultater fra genetiske studier har været usikre, og har støttet både den fremherskende britisk-keltiske herkomst og store bidrag fra germansk immigration fra kontinentet.
Såfremt de nytilflyttede folk har etableret sig som en social elite, så kan dette have gjort det muligt for at forbedre deres reproduktive succes (såkaldt 'Apartheidteori'). I dette tilfælde er de fremherskende gener i det senere Angelsaksisk England være kommet fra det moderate antal af germanske migranter. Disse teorier stammer far genetikstudier af befolkningen, og de har været kontroversielle og er blevet kritiseret af flere andre forskere.